# Stari Log (gmina Kočevje)
Stari Log – wieś w Słowenii, w gminie Kočevje. W 2018 roku liczyła 62 mieszkańców.